# 神目駅
神目駅（こうめえき）は、岡山県久米郡久米南町神目中にある、西日本旅客鉄道（JR西日本）津山線の駅である。

## 歴史
1898年（明治31年）中国鉄道開業以来神目村の人により停車場設置運動を続け、ようやく1928年（昭和3年）になり仮停留場が設置されることになった。

### 年表
- 1928年（昭和3年）12月16日：中国鉄道本線（現・津山線）福渡駅 - 弓削駅間に仮停留場として開業[1][2]。
- 1929年（昭和4年）12月25日：正式な停留場に格上げ[2][3]。
- 1944年（昭和19年）6月1日：中国鉄道鉄道部門が国有化され、国鉄津山線の駅となる[1]。
- 1962年（昭和37年）6月20日：貨物取扱廃止[1]。
- 1971年（昭和46年）11月15日：荷物扱い廃止[4]。無人駅化[5]。
- 1987年（昭和62年）4月1日：国鉄分割民営化によりJR西日本の駅となる[1]。
- 1998年（平成10年）3月：駅舎改築[6]。

## 駅構造

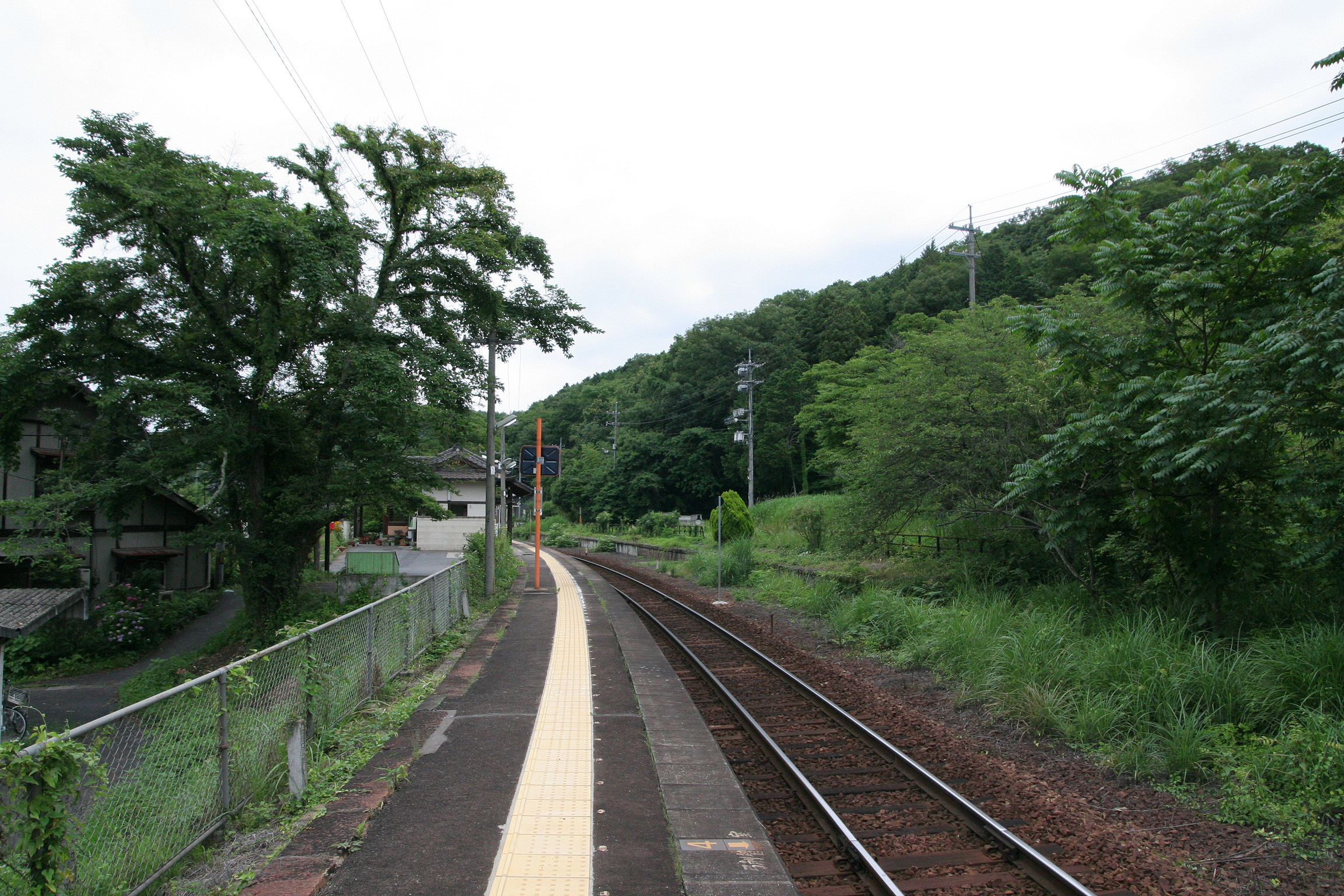
構内（2008年6月）

津山側に向かって左側に単式ホーム1面1線を有する地上駅（停留所）。棒線駅のため、津山方面行と岡山方面行双方が同一ホームに発着する。かつては、相対式ホーム2面2線を有しており、現在も使用されていないホームがそのまま残されている。
津山駅管理の無人駅であり、自動券売機がある。駅舎は1998年に改築された切妻風の木造で、待合室兼用である。便所は男女別、水洗式。

## 利用状況
1日の平均乗車人員は以下の通り。
| 乗車人員推移 | 乗車人員推移 |
| 年度         | 1日平均人数  |
| ------------ | ------------ |
| 1999         | 119          |
| 2000         | 102          |
| 2001         | 94           |
| 2002         | 85           |
| 2003         | 84           |
| 2004         | 87           |
| 2005         | 79           |
| 2006         | 75           |
| 2007         | 78           |
| 2008         | 84           |
| 2009         | 80           |
| 2010         | 72           |
| 2011         | 65           |
| 2012         | 69           |
| 2013         | 74           |
| 2014         | 70           |
| 2015         | 72           |
| 2016         | 83           |
| 2017         | 75           |
| 2018         | 63           |
| 2019         | 65           |
| 2020         | 63           |
| 2021         | 55           |

## 駅周辺
小さな集落がある。
- 神目郵便局
- 国道53号
- 岡山県道375号上籾神目停車場線

## 隣の駅
西日本旅客鉄道（JR西日本）
 津山線
■快速「ことぶき」
通過
■普通（福渡駅 - 岡山駅間で快速となる「ことぶき」含む）
弓削駅 - 神目駅 - 福渡駅